# Dongdu (köpinghuvudort i Kina, Zhejiang Sheng, lat 28,62, long 120,05)
Dongdu (kinesiska: 东渡, 东渡镇) är en köpinghuvudort i Kina. Den ligger i provinsen Zhejiang, i den östra delen av landet, omkring 180 kilometer söder om provinshuvudstaden Hangzhou. Antalet invånare är 24 974. Befolkningen består av 12 261 kvinnor och 12 713 män. Barn under 15 år utgör 19,0 %, vuxna 15-64 år 66 %, och äldre över 65 år 14,0 %.
Runt Dongdu är det ganska tätbefolkat, med 230 invånare per kvadratkilometer. Närmaste större samhälle är Xinjian, 12,1 km norr om Dongdu. I omgivningarna runt Dongdu växer i huvudsak blandskog.
Genomsnittlig årsnederbörd är 2 368 millimeter. Den regnigaste månaden är juni, med i genomsnitt 417 mm nederbörd, och den torraste är januari, med 69 mm nederbörd.